# 朗布吕斯
朗布吕斯（法語：Lambruisse，法語發音：[lɑ̃bʁɥis]）是法国上普罗旺斯阿尔卑斯省的一个市镇，属于卡斯泰拉讷区。

## 地理
朗布吕斯（44°2'53"N, 6°26'33"E）面积21.78 平方千米，位于法国普罗旺斯-阿尔卑斯-蓝色海岸大区上普罗旺斯阿尔卑斯省，该省份为法国东南部内陆省份，北起上阿尔卑斯省，西接沃克吕兹省，西北接德龙省，南至瓦尔省，东临滨海阿尔卑斯省，东北部与意大利接壤。
与朗布吕斯接壤的市镇（或旧市镇、城区）包括：克吕芒克、莫里耶、圣安德烈莱萨尔普、塔尔托讷、下托拉姆。
朗布吕斯的时区为UTC+01:00、UTC+02:00（夏令时）。

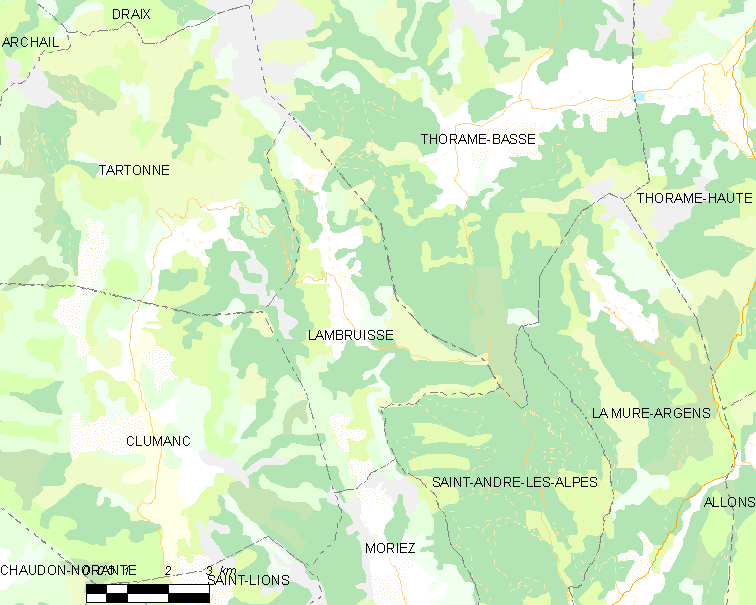
朗布吕斯的OSM定位图

## 行政
朗布吕斯的邮政编码为04170，INSEE市镇编码为04099。

## 政治
朗布吕斯所属的省级选区为卡斯泰拉讷县。

## 人口

1962-2008年间朗布吕斯人口变化图示

朗布吕斯于2022年1月1日时的人口数量为81人。